# 罗伯特·马瑟韦尔
罗伯特·马瑟韦尔（英語：Robert Motherwell，1915年1月24日—1991年7月16日），是美国抽象表现主义画家，与威廉·德库宁、杰克逊·波洛克、弗朗兹·克莱恩等人组成纽约画派。

## 生平
1915年，出生于华盛顿。
1937年，毕业于斯坦福大学。
1940年，进入哥伦比亚大学。
1967年，创作《海边第45号》。
1991年，去世。